# Ливадин, Андрей
Андрей Ливадин (между 1308 и 1316 [иногда 1314], Константинополь — после 1361, Трапезунд (ныне Трабзон, Турция)) — византийский духовный писатель, поэт и ритор.
Получил богословское образование в своём родном городе — учился, вероятно, в церковной или патриаршей школе. В 1321—1328 (согласно Луховицкому) или же в 1325—1326 (согласно Гузику) годах находился в должности прототавулярия (младшего писца) в составе посольства, отправленного императором к мамлюкскому султану Касиру ад-Дину Мухаммаду, и тогда совершил путешествие по Египту и Палестине, побывав, среди прочего, в Александрии, Каире, Вифлееме и Иерусалиме. Некоторое время служил сборщиком налогов на острове Тенедос. В 1335 году он познакомился с императором Василием I Великим Комнином и по его приглашению отправился в Трапезунд, где в итоге прожил до конца жизни. Там Ливадин получил должность сначала тавулярия (главного писца Великого Комнина), затем хартофилака (помощника митрополита Трапезунда Григория Хиониада), и имел возможность изучать астрономию, медицину и астрологию, вёл переписку с Мануилом и Константином Лукинами, преподавал в школе митрополита. В 1341 году, когда в Трапезунде началась гражданская война, подвергся опале, его имущество было конфисковано, а его попытка уехать в Константинополь окончилась неудачей. В 1355 году он принял участие в мятеже великого дуки Схолария против императора Алексея III, но был им прощён и стал ритором при его дворе, в скором времени восстановив своё богатство.
Главное произведение Ливадина — «Описательная история восхождения Андрея», созданное после октября 1335 года и носящее автобиографический характер; эта работа написана в жанре так называемых «путеводных записок» (греч. περ'ήνησις). В данном произведении Ливадин, прибегая к различным изысканным риторским выражениям, благодарит Иисуса Христа и Богородицу за якобы чудесное избавление его от терзавших его бед и болезней, одновременно описывая места, посещённые им во время его путешествий по Ближнему Востоку в юности и опыта нахождения на гражданской службе в Трапезундской империи. Другие его труды: гороскоп на 1366 год (составлен на основе изучавшихся им персидских астрологических рукописей), духовное сочинение «Исповедание веры» (было зачитано им на праздник Преображения 6 августа 1361 года; упоминаний о Ливадине после этой даты в источниках не встречается), несколько тропарей Богородице и ямбов, написанных к праздникам Рождества, Благовещения и Успения Богородицы, а также энкомий мученику Фоме Синопскому.